# 칠곡 나들목
칠곡 나들목(Chilgok IC)은 대구광역시 북구 관음동과 태전1동에 걸쳐 설치된 중앙고속도로의 15번 교차로이다. 대구 시내 (북구 일대) 및 경상북도 칠곡군 동명면 등지로 진출할 수 있다.
태전동 방향의 남쪽으로 대구과학대학교와 대구보건대학교가 있으며, 직진하면 대구 도시철도 3호선 칠곡운암역이 나온다.

## 연혁
- 1994년 12월 15일 : 중앙고속도로 금호 ~ 칠곡 구간 개통과 함께 영업 개시[1]

## 명칭
나들목의 명칭은 설치 당시 해당 지역이 대구직할시 칠곡1동이었기 때문에 붙여졌다. 이 지역은 1981년 7월에 대구에 편입되기 전에는 경상북도 칠곡군 칠곡읍이었다.
2003년 3월 행정동명을 법정동명과 일치시키면서 대구시의 행정 구역에서 '칠곡'이라는 명칭이 사라졌다. 이에 따라 경상북도 칠곡군과의 혼동을 피하기 위해서 2003년 10월에 '관음 나들목'으로 이름을 바꾸려고 계획하였으나, 칠곡군과는 별개로 이 지역의 고유지명이 '칠곡'이기 때문에 명칭 변경이 불필요하다는 지역 주민들의 반대 여론이 많아 칠곡 나들목이라는 명칭이 유지되었다.
그러나 이후에도 명칭에 관한 논란이 계속되고 있는데, 2003년에 대구 북구는 명칭을 변경할 경우 '대구강북 나들목'으로 바꿀 것을 요구한 바 있다.

## 구조물 정보
- 위치: 대구광역시 북구 관음동, 태전1동
- 영업소: 대구광역시 북구 관음로 41 (관음동)
- 한국도로공사 대구경북본부: 대구광역시 북구 관음로 61-26 (관음동)

## 접속하는 도로
- 구암로
- 관음로
- 간접 연결 : 국도 제4호선 (태전로, 태전고가교 교차로 이용), 국도 제5호선, 국도 제25호선 (칠곡중앙대로, 칠곡네거리 이용)

## 교통량 정보
| 요금소        | 통행량 (대/일) | 통행량 (대/일) | 통행량 (대/일) | 통행량 (대/일) | 통행량 (대/일) | 통행량 (대/일) | 통행량 (대/일) | 통행량 (대/일) | 통행량 (대/일) | 통행량 (대/일) | 각주  |
| 요금소        | 2001년         | 2002년         | 2003년         | 2004년         | 2005년         | 2006년         | 2007년         | 2008년         | 2009년         | 2010년         | 각주  |
| ------------- | -------------- | -------------- | -------------- | -------------- | -------------- | -------------- | -------------- | -------------- | -------------- | -------------- | ----- |
| 칠곡 (폐쇄식) | 11,867         | 13,466         | 10,843         | 9,057          | 8,973          | 8,999          | 9,282          | 9,207          | 9,862          | 10,911         | [ 5 ] |
| 요금소        | 2011년         | 2012년         | 2013년         | 2014년         | 2015년         | 2016년         | 2017년         | 2018년         | 2019년         |                | [ 5 ] |
| 칠곡 (폐쇄식) | 11,257         | 11,037         | 11,120         | 11,353         | 11,955         | 12,463         | 12,646         | 12,933         | 13,475         |                | [ 5 ] |